# Epsilon Pyxidis
Epsilon Pyxidis (55 Pyxidis) é uma estrela na direção da constelação de Pyxis. Possui uma ascensão reta de 09h 09m 56.41s e uma declinação de −30° 21′ 55.0″. Sua magnitude aparente é igual a 5.59. Considerando sua distância de 212 anos-luz em relação à Terra, sua magnitude absoluta é igual a 1.52. Pertence à classe espectral A4IV.